# David Kreiner
David Kreiner (Kitzbühel, 8 marzo 1981) è un ex combinatista nordico austriaco.

## Biografia
Esordiì nel Circo bianco ai Mondiali juniores del 1997 di Canmore, in Canada, vincendo il bronzo nella gara a squadre. Nel dicembre dello stesso anno ottenne il suo primo risultato di rilievo in Coppa del Mondo a Steamboat Springs, negli Stati Uniti, giungendo 11º in una gara individuale. Nel 1998 ai Mondiali juniores, nell'edizione disputata a Sankt Moritz/Pontresina in Svizzera, conquistò un altro bronzo nell'individuale Gundersen K95/10 km.
Partecipò anche alla stessa manifestazione internazionale anche nel 2000, a Štrbské Pleso in Slovacchia, salendo due volte sul gradino più basso nel podio, rispettivamente nella gara sprint e nella competizione a squadre.
Nel 2001 fu di nuovo presente ai Mondiali juniores, a Karpacz in Polonia, dove conquistò l'oro nella sprint e il bronzo nell'individuale. Nella stessa stagione fu convocato anche per i Mondiali di Lahti, in Finlandia, dove si aggiudicò l'argento nella gara a squadre. Nel 2005 ai Mondiali di Oberstdorf in Germania, sempre nella competizione riservata alle squadre nazionali, conquistò invece il bronzo. Conquistò l'unico successo in Coppa del Mondo nell'individuale del 22 gennaio 2011, tenutasi sui tracciati di Chaux-Neuve. Partecipò ai Mondiali di Oslo 2011 vincendo l'oro sia nella gara a squadre dal trampolino corto, che dal trampolino lungo.
Il risultato più prestigioso della sua carriera fu l'oro olimpico conquistato a Vancouver 2010 nella gara a squadre, assieme a Bernhard Gruber, Felix Gottwald e Mario Stecher.

## Palmarès

### Olimpiadi
- 1 medaglia:
  - 1 oro (gara a squadre a Vancouver 2010)

### Mondiali
- 4 medaglie:
  - 2 ori (trampolino normale a squadre, trampolino lungo a squadre a Oslo 2011)
  - 1 argento (gara a squadra a Lahti 2001)
  - 1 bronzo (gara a squadra a Oberstdorf 2005)

### Mondiali juniores
- 6 medaglie:
  - 1 oro (sprint a Karpacz 2001)
  - 5 bronzi (gara a squadre a Canmore 1997; individuale a Sankt Moritz 1998; sprint, gara a squadre a Štrbské Pleso 2000; individuale a Karpacz 2001)

### Coppa del Mondo
- Miglior piazzamento in classifica generale: 10º nel 2008 e nel 2011
- 8 podi:
  - 1 vittoria
  - 4 secondi posti
  - 3 terzi posti

#### Coppa del Mondo - vittorie
| Data            | Località    | Nazione | Trampolino             | Spec.       |
| --------------- | ----------- | ------- | ---------------------- | ----------- |
| 22 gennaio 2011 | Chaux-Neuve | Francia | La Côté Feuillée HS118 | IN LH/10 km |

Legenda:

IN = individuale Gundersen

LH = trampolino lungo